# Семантика
Сема́нтика мови (давніше семасіологія) — розділ мовознавства, пов'язаний з лексикологією; вивчає значення (теж у діахронному, історичному перекрої) слів і їхніх складових частин, словосполук і фразеологізмів.
Термін походить від грец. σημαντικός (семантікос), «значимий», утвореного з σημαίνω (семаіно) — «значити, вказувати» та також від σήμα (сема) — «знак», «позначка», «символ».
Походить від семантики пов'язаної з визначенням символізму знаків (символи, зображення, ієрогліфи, клинописні знаки, кодові знаки та символьні зображення в астрономії, правилах дорожнього руху, значки в інтернеті).

## Мовознавство
Слова за звуковою формою і взаємопов'язанням значеннєвих полів поділяються на полісемні (наприклад, ручка, гатити) й моносемні (наприклад, кисень — в узагальненому чи словниковому й конкретному вживанні); виділяються гомоніми (омоніми) (пара), пароніми (рибалка, рибак), антоніми (білий, чорний) й синоніми (блакитний, голубий), за емоційним забарвленням на чуттєвонейтральні з номінативно-комунікативною функцією (назви конкретних речей: побутовізми, технічні професіоналізми й наукові термінологізми та абстрактизми — димар, шило, вуглець, доброта) й чуттєво-забарвлені, що виявляють ще й ставлення мовця до називаної речі чи дії (пейоративізми, в тому числі арґотизми й сленґізми — ножище, ходуля, куля, каліка 'нога', пестливі — ніж(еч)ка, евфемізми й табуїзми — нічний метелик, дівчина легких звичаїв 'повія', лихий 'чорт' урочисті й поетизми — правиця, десниця, рам'я 'рука', що за походженням можуть бути спершу історичними — архаїзми й неологізми — чи географічними алотопізмами — етранжизми, діалектизми). Їхнє функційне застосування вивчає стилістика. Систематичного викладу української семантики нема.
Питання семантики переважно висвітлювалися в працях нормативно-стилістичного характеру і в працях про мову окремих письменників або жанрів (М. Левицький, Іван Огієнко, В. Сімович, М. Сулима, М. Гладкий, І. Троян, Б. Ткаченко, В. Ващенко, І. Чередниченко, І. Білодід, Алла Коваль та ін.). Матеріали з семантики окремих слів і груп слів містили журнали, насамперед «Рідна мова» (ред. Іван Огієнко, 1933—1939) і «Питання мовної культури» (редактор М. Жовтобрюх, потім Й. Багмут, пізніше Віталій Русанівський, 1967 і далі; від 1971 п. н. «Рідне слово»).

## У програмуванні
У комп'ютерних науках термін семантика означає значення конструкцій мови, на противагу їхній формі (синтаксисові). Згідно з Еузенатом, семантика «надає правила для інтерпретації синтаксису, які не надають значення напряму, але обмежують можливі інтерпретації задекларованого.» В онтологічній інженерії термін семантика означає значення понять, властивостей і зв'язків, які формально визначають сутності та події реального світу на логічному фундаменті, як-от описова логіка, і зазвичай реалізовані мовою Web Ontology Language. Значення понять і ролей описової логіки визначається її теоретико-модельною семантикою, яка базується на інтерпертаціях. Поняття, властивості і зв'язки, описані онтологіями  OWL, можуть міститися прямо в розмітці сторінок вебсайтів у форматах RDFa, HTML5 Microdata або JSON-LD, у графових базах даних як RDF трійки або четвірки і збиратися в наборах даних Linked Open Data.

### Мови програмування
Семантика мов програмування та інших мов є важливою проблемою і областю досліджень у комп'ютерних науках. Як і синтаксис мови, її семантику можна точно визначити.
Наприклад, наступні вирази використовують різні синтакси, але спричинюють виконання однієї і тієї ж інструкції, а саме обчислити суму x та y і записати результат у змінну x:
| Вираз                   | Мови програмування |
| ----------------------- | --- |
| x += y                  | C, C++, C#, Java, JavaScript, Python, Ruby, і т. ін.                                                                                                 |
| $x += $y                | Perl, PHP |
| x := x + y              | Ada, ALGOL, ALGOL 68, BCPL, Dylan, Eiffel, Modula-2, Oberon, OCaml, Object Pascal (Delphi), Pascal, SETL, Simula, Smalltalk, Standard ML, VHDL, etc. |
| MOV EAX,[y] ADD [x],EAX | Мова асемблера: Intel 8086 |
| LET X = X + Y           | BASIC: ранній |
| x = x + y               | BASIC: більшість діалектів; Fortran, MATLAB, Lua |
| ADD Y TO X.             | ABAP |
| ADD Y TO X GIVING X     | COBOL |
| set /a x=%x%+%y%        | Пакетний файл |
| (incf x y)              | Common Lisp |
| /x y x add def          | PostScript |
| y @ x +!                | Forth |

Розроблено різні способи формального опису семантики мов програмування на основі математичної логіки:
- Операційна семантика: Значення конструкції мови визначається обчисленнями, які вона провокує під час виконання на машині. Фокусом цієї семантики є як отримується результат обчислень.
- Денотаційна семантика: Значення моделюються математичними об'єктами, які представляють ефекти обчислення конструкцій. Таким чином, у фокусі є лише результат, а не те, як його було отримано.
- Аксіоматична семантика: Задає властивості ефекту виконання конструкцій у форматі припущень. Таким чином, деякими аспектами виконання може бути знехтувано.

### Семантичні моделі
Семантичною павутиною називають розширення всесвітньої павутини через вставляння семантичних метаданих з використанням таких технологій моделювання семантичних даних, як Resource Description Framework (RDF) та Web Ontology Language (OWL).
У семантичній павутині терміни семантична мережа та семантична модель даних використовуються для опису певних моделей даних, що характеризуються використанням орієнтованих графів, у яких вершини позначають поняття чи сутності світу та їхні властивості, а ребра — відношення між ними. Формально їх можна описати як концепти і ролі в описовій логіці, які відповідають класам і властивостям в OWL.

## Зноски
1. ↑  Euzenat, Jerome. Ontology Matching. Springer-Verlag Berlin Heidelberg, 2007, p. 36
2. 1 2  Sikos, Leslie F. (2017). Description Logics in Multimedia Reasoning. Cham: Springer International Publishing. doi:10.1007/978-3-319-54066-5. ISBN 978-3-319-54066-5.
3. ↑  Nielson, Hanne Riis; Nielson, Flemming (1995). Semantics with Applications, A Formal Introduction (вид. 1st). Chicester, England: John Wiley & Sons. ISBN 0-471-92980-8.